# Eustaquio Medina
Eustaquio Medina (San Salvador de Jujuy, ca. 1790 - 30 de marzo de 1836) fue un militar y político argentino, héroe de la guerra gaucha y gobernador de la provincia de Jujuy.

## La Guerra Gaucha
Criado en una familia de recursos acomodados de las inmediaciones de Jujuy, heredó una importante finca en esa zona. Se enroló en el Ejército del Norte en 1810, y participó en las tres Expediciones Auxiliadoras al Alto Perú. Combatió en las batallas de Cotagaita, Suipacha, Huaqui, Las Piedras, Tucumán, Salta, Vilcapugio, Ayohuma y Sipe Sipe.
Cuando el general José Rondeau declaró la guerra al gobernador de la provincia de Salta, Martín Miguel de Güemes, se negó a seguirlo y se incorporó a las partidas de gauchos de este. Luchó contra cada una de las invasiones realistas a Jujuy y Salta, con suerte diversa. Fue uno de los oficiales que salvó a la división del Marqués de Yavi cuando este fue capturado.
Participó de las decisivas victorias de Humahuaca, a órdenes del coronel Manuel Arias, y en el “Día Grande de Jujuy”, bajo el mando de José Ignacio Gorriti.

## Guerras civiles y autonomía jujeña
Participó en toda la complicada historia de guerras civiles de la provincia de Salta de los años siguientes. Se identificó con los federales y luchó de parte del caudillo federal Pablo Latorre contra los unitarios de Gorriti y Arenales. A fines de 1831, el nuevo gobernador Latorre lo ascendió al grado de coronel.
Formó en el ejército provincial jujeño en 1834, en la guerra en que lograron separarse de la obediencia a la provincia de Salta y luchó en la batalla de Castañares del lado de José María Fascio, primer gobernador de la provincia de Jujuy. Cuando este fue derrocado por el unitario Fermín de la Quintana, se mantuvo al margen mientras conseguía el apoyo del caudillo tucumano Alejandro Heredia. Este finalmente le envió en su ayuda una división al mando del oriental Pablo Alemán, con cuya colaboración derrocó a Quintana en noviembre de 1835.

## Gobernador de Jujuy
Se hizo elegir gobernador y en poco tiempo logró que todas las demás provincias, netamente federales, reconocieran la autonomía de Jujuy por medio de tratados; hasta entonces sólo la habían aceptado de facto.
Fue derrocado por un golpe dirigido por el comandante Miguel Puch en enero de 1836. Se retiró a Salta, donde reorganizó sus fuerzas, y enfrentó a Puch en Río Pasaje, derrotándolo. Aunque con esa victoria no logró retomar la capital de su provincia, logró aislar a Puch, que finalmente huyó a fines de marzo. Medina recuperó el gobierno, pero solo pudo gobernar dos días.
Murió en San Salvador de Jujuy a fines de marzo de 1836, envenenado por los unitarios en la fiesta con que celebró su regreso al gobierno.
En su lugar fue elegido el general Alemán, y desde entonces, Jujuy pasó a la órbita de Heredia, que ya controlaba también la situación política en Salta y en Catamarca.